# Johnny Hart
Johnny Hart, eigentlich John Lewis Hart, (* 18. Februar 1931 in Endicott, New York; † 7. April 2007 in Nineveh, New York) war ein US-amerikanischer Cartoon-Zeichner.

## Leben
Nach seinem Abschied vom Militär 1954 arbeitete er bei General Electric und zeichnete nebenher Comics. Er wurde nach eigenem Bekunden von Charles Schulz inspiriert. Hart wurde besonders durch den Comic B.C. (in Deutschland unter dem Titel „Neander aus dem Tal“) in den USA bekannt. B.C. erscheint seit dem 17. Februar 1958 täglich in US-amerikanischen Zeitungen. Hart war auch Co-Autor des Comicstrips The Wizard of Id (in Deutschland unter dem Titel Magnus der Magier), der ab den 1960er Jahren von Brant Parker gezeichnet wurde. Am Ende seines Lebens entwickelte er eine fundamentalistisch christliche Einstellung, was ihm einigen Ärger einbrachte. So zeichnete er zu Ostern 2001 in einem BC Cartoon eine Menora, die zu einem Kreuz wird, was Juden als Angriff deuteten. Hart, der seine Frau Bobby und zwei Töchter hinterlässt, erlitt bei seiner Arbeit am Zeichenbrett in New York einen tödlichen Schlaganfall.

## Auszeichnungen
Hart bekam den Reuben Award der National Cartoonist Society und einen Preis des International Congress of Comics. 1992 erhielt er für seine Comic-Serien auch den deutschen Max-und-Moritz-Preis.